# Yrondu Musavu-King
Yrondu Musavu-King (* 8. ledna 1992, Libreville) je bývalý gabonský fotbalový obránce a reprezentant. Naposledy působil v indickém klubu Bengaluru FC. Profesionální hráčskou kariéru ukončil v roce 2022.

## Klubová kariéra
Musavu-King se představil v dospělém fotbale v dresu francouzského klubu SM Caen. Sezónu 2013/14 strávil na hostování ve francouzském týmu ES Uzès Pont du Gard. Mezi lety 2015–2018 patřil klubům Granada CF a Udinese Calcio, kde se ovšem neprosadil a většinu strávil na hostování. Po návratu do Francie hrál jarní část sezony 2018/2019 za US Boulogne a následně přestoupil do Le Mans FC. Po téměř roce bez angažmá začal nastupovat za indický Bengaluru FC až do 1. června 2022, kdy ukončil kariéru.

## Reprezentační kariéra
Yrondu Musavu-King debutoval v A-mužstvu gabonské reprezentace v roce 2013. 
Zúčastnil se Afrického poháru národů 2015 v Rovníkové Guineji.
Naposledy nastoupil za reprezentaci v roce 2019 v přátelském utkání proti Maroku. Celkem si připsal 13 startů bez vstřeleného gólu.